# Revelim

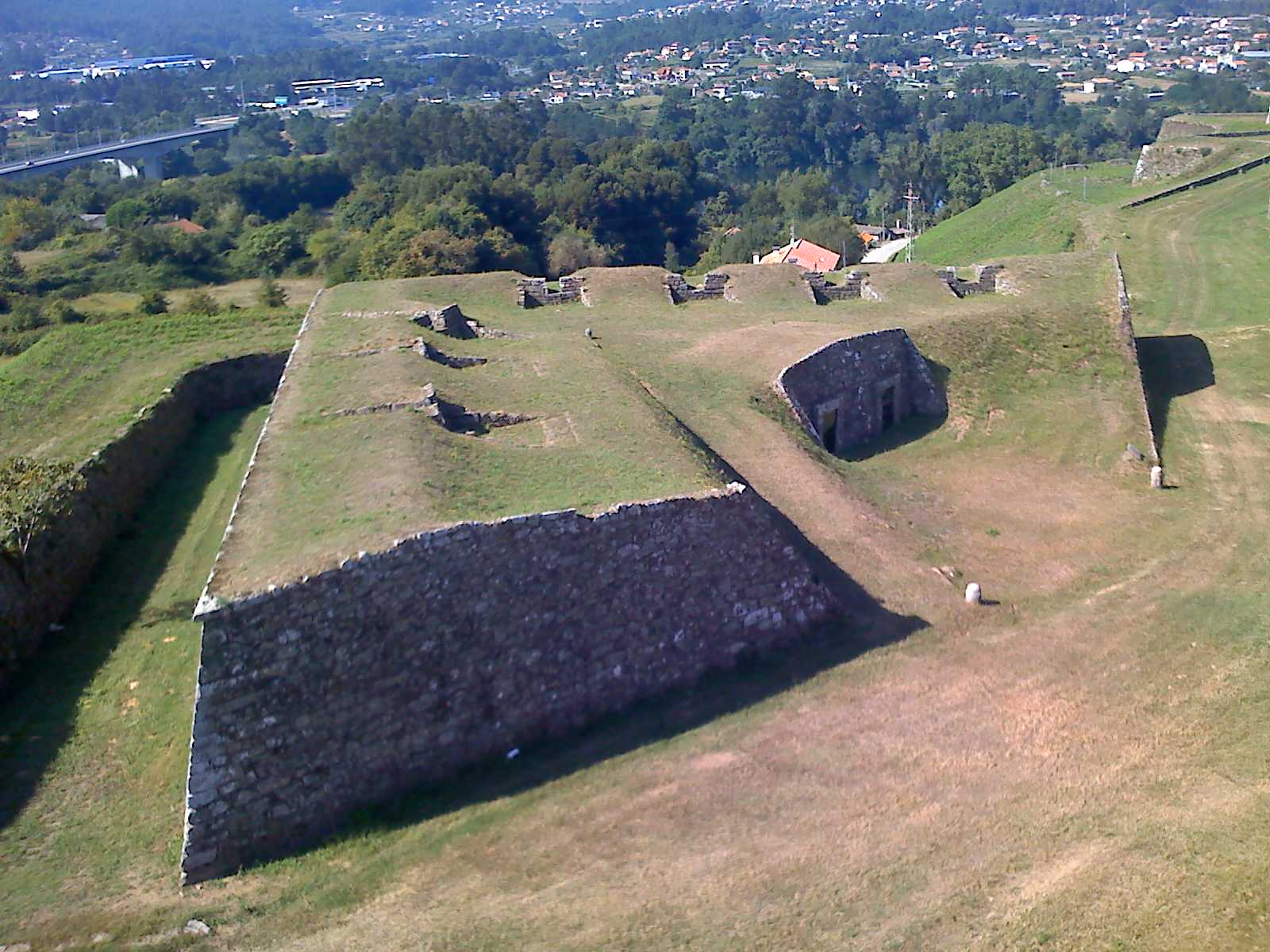
Revelim da Praça-forte de Valença, em Portugal.

Um revelim, em arquitetura militar, é uma obra exterior de uma fortificação abaluartada, de planta triangular, com a função de proteger uma cortina, ponte etc.
Ocasionalmente, os revelins são referidos como "meias-luas". No entanto, este termo é mais corretamente aplicado a uma obra exterior semelhante ao revelim, mas destinada a cobrir um baluarte.
O revelim é construído no fosso, em frente a uma cortina do corpo principal da fortificação, normalmente entre dois baluartes. O seu objetivo principal é o de proteger a cortina do tiro direto da artilharia inimiga, bem como providenciar uma defesa avançada em caso de tentativa de assalto à cortina.

## Etimologia
"Revelim" origina-se provavelmente do provençal revelin.

## História
O primeiro exemplo conhecido de um revelim foi construído em Sarzanello, na Itália, no ano de 1497. Os primeiros revelins eram feitos em tijolo. 

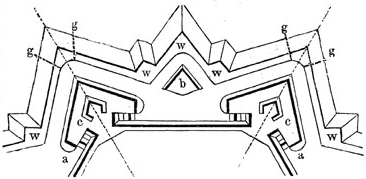
Esquema da disposição de um revelim ("b") protegendo uma cortina de uma fortificação abaluartada.

Mais tarde, ao longo do século XVI, nos Países Baixos, os revelins passaram a ser construídos em terra, o que permitia absorver melhor o impacto dos projeteis.
Posteriormente, segundo o sistema de Vauban, os revelins passaram a ser construídos em alvenaria como as muralhas.

## Projeto
Os revelins são construídos, normalmente, com o formato triangular, apresentando duas faces fortificadas para o exterior. Regra geral, o lado do triângulo voltado para o interior não é fortificado e, em muitos casos, nem sequer é fechado. Isto acontece para que, caso o revelim seja tomado pelo inimigo, não possa fazer frente ao corpo principal da fortificação.
No interior do revelim, normalmente, existe um terraplano que serve de plataforma à artilharia, ao qual se acede por rampas. Dentro de alguns revelins, existem aquartelamentos para a sua guarnição.
Caso o revelim proteja uma cortina onde exista uma porta para a fortaleza, a mesma é ligada a ele através de uma ponte sobre o fosso. Por sua vez, existe uma porta numa das faces do revelim, ligada ao exterior do fosso por outra ponte.